# Lou Cutell
Lou Cutell, est un acteur américain, né le 6 octobre 1930 à New York et mort le 21 novembre 2021 à Los Angeles.

## Filmographie
- 1965 : Frankenstein Meets the Spacemonster : Doctor Nadir
- 1968 : Les Mystères de l'Ouest (The Wild Wild West), (série TV)
  - Saison 4 épisode 13, La Nuit du Pélican (The Night of the Pelican), de Alex Nicol : Major Frederick Frey
- 1970 : Little Big Man : Deacon
- 1972 : Every Little Crook and Nanny : Landruncolo
- 1972 : Goodnight, My Love (TV) : Sidney
- 1973 : The Blue Knight (en) de Robert Butler (TV)
- 1974 : Rhinocéros de Tom O'Horgan : Cashier
- 1974 : Frankenstein Junior (Young Frankenstein) : Frightened villager
- 1977 : Drôle de séducteur (The World's Greatest Lover) : Mr. Kipper, Bakery Manager
- 1978 : Drôle d'embrouille (Foul Play) : House manager
- 1979 : Mister Horn (Mr. Horn) (TV) : Small Man
- 1979 : The Last Word de Roy Boulting
- 1980 : The Black Marble : Mr. Limpwood
- 1982 : L'Usure du temps (Shoot the Moon) : Willard
- 1982 : Hooker (TV) : Manager
- 1983 : Missing Pieces (TV) : Man
- 1985 : Pee-Wee Big Adventure (Pee-Wee's Big Adventure) : Amazing Larry
- 1985 : Maxie : Art Isenberg
- 1986 : L'Affaire Chelsea Deardon (Legal Eagles) d'Ivan Reitman : Kapstan
- 1986 : The Malibu Bikini Shop : Speaker
- 1987 : Tales from the Hollywood Hills: Natica Jackson (TV) : Skolsky
- 1987 : Tales from the Hollywood Hills: A Table at Ciro's (TV) : Skolsky
- 1988 : Frankenstein General Hospital : Dr. Saperstein
- 1988 : Bird : Bride's Father
- 1988 : The Diamond Trap (TV) : Rosencrantz
- 1989 : Chérie, j'ai rétréci les gosses (Honey, I Shrunk the Kids) : Dr. Brainard
- 1989 : My Mom's a Werewolf : Butcher
- 1991 : The Voyager (Homo Faber) : New York Doorman
- 1993 : Les Chroniques de San Francisco ("Tales of the City") (feuilleton TV) : Herb Siegel
- 1994 : Jimmy Hollywood de Barry Levinson : Meyerhoff
- 1994 : A Part of the Family (TV) : Saul
- 1995 : Les Liens du souvenir (Unstrung Heroes) : Uncle Melvin
- 1996 : Norma Jean & Marilyn (TV) : Henry Weinstein
- 1997 : Coup de foudre à Hollywood (Just Write) : Man Guest at Luncheon
- 1998 : The Odd Couple II : Abe
- 2001 : Glam : Sandy Silver
- 2002 : Laurel Canyon : vieil homme
- 2005 : Serial noceurs (Wedding Crashers) : juif âgé